# Neoarius latirostris
Neoarius latirostris är en fiskart som först beskrevs av Macleay, 1883.  Neoarius latirostris ingår i släktet Neoarius och familjen Ariidae. IUCN kategoriserar arten globalt som livskraftig. Inga underarter finns listade i Catalogue of Life.